# Nykvarn (comuna)
Nykvarn (em sueco: Nykvarn kommun) é uma comuna da Suécia localizada no condado de Estocolmo. Sua capital é a cidade de Nykvarn. Possui 153 quilômetros quadrados e segundo censo de 2018, havia 10 923 habitantes.